# Pasar VI Natal
Pasar VI Natal is een bestuurslaag in het regentschap Mandailing Natal van de provincie Noord-Sumatra, Indonesië. Pasar VI Natal telt 274 inwoners (volkstelling 2010).